# Architectural Digest
AD Architectural Digest ist die deutschsprachige Ausgabe einer Zeitschrift für Inneneinrichtung und Design aus den USA, wo Architectural Digest seit 1920 erscheint. Die deutsche Ausgabe erscheint seit 1997 bei Condé Nast Germany, einer Tochtergesellschaft von Advance Publications. Architectural Digest wird international in 11 Ländern herausgegeben: in den USA, China, Indien, Russland, Deutschland, Frankreich, Italien, Spanien, Lateinamerika, Mexiko und dem Mittleren Osten. Entgegen dem Titel der Zeitschrift, ist Architektur im Sinne von Entwurf und äußerer Gestaltung von Bauwerken nur in einem Teil des Heftes im Fokus. Stattdessen sind lange Heftstrecken der Vorstellung von Inneneinrichtungen sowie Produkt- und Designneuheiten vorbehalten. Weitere Themenbereiche umfassen Kunst, Designerporträts, Reisen, Gärten und praktische Themen zur Gestaltung des eigenen Zuhauses. Architectural Digest kann als eine Mischung aus Lifestyle-Zeitschrift für Besserverdienende und laut Markus Peichl als Special-Interest-Zeitschrift für Architektur klassifiziert werden. Internationale Schwesterhefte sind The World of Interiors, House & Garden UK und Südafrika, Vogue Living Australia und Casa Vogue Brasilien, die ebenfalls bei Condé Nast erscheinen oder als Lizenzausgaben vertrieben werden (wie zum Beispiel im Fall der Vogue Living Australia, die von NewsLifeMedia in Australien herausgegeben wird). Die verkaufte Auflage beträgt 30.851 Exemplare, ein Minus von 48,8 Prozent seit 2000.

## Deutsche Ausgabe
Im Februar 1996 ging der amerikanische Verlag Condé Nast mit Plänen an die Öffentlichkeit, eine deutsche Ausgabe von AD zu etablieren. 1997 erschien die Erstausgabe der deutschen Architectural Digest. Zu diesem Zeitpunkt existierte neben der amerikanischen Zeitschrift nur die italienische Ausgabe, nachdem die Lizenz 1993 von Knapp Communications erworben worden war. Zur Gründung leitete Ulrike Filter AD Architectural Digest als Chefredakteurin. Ab November 1999 übernahm Ingrid von Werz die Chefredaktion, die zuvor schon als freie Mitarbeiterin für Condé Nast gearbeitet hatte. Werz verließ den Posten nach sieben Monaten und wurde im Juli 2000 von Margit J. Mayer als Chefredakteurin abgelöst, die bislang als stellvertretende Chefredakteurin für AD und zuvor als Moderedakteurin des Stern, für Männer Vogue und die GQ international tätig war. Aufgrund einer Steigerung der verkauften Auflage um über 50 Prozent auf rund 80.000 Exemplare seit 1997, erschien AD ab Januar 2003 monatlich. 2004 und 2007 wurde AD als „Lead Magazin des Jahres“ mit dem LeadAward ausgezeichnet. Als Chefredakteurin wurde Mayer 2006 für den Goldenen Prometheus in der Kategorie Magazinjournalist des Jahres nominiert. 2007 zog die Redaktion von München nach Berlin, da laut Mayer der Redaktionssitz eines Magazins nicht entscheidend sei, jedoch „[i]n gewissen Phasen aber dann doch – Berlin erlebte damals einen Moment, in dem die Jugend sich hier [in Berlin] versammelte und die kulturell eher Aufmüpfigen aller Kunstbereiche.“ Ihr publizistisches Credo lautete: „Denn wer immer nur die Erwartungen der Anderen erfüllt, wird langweilig und gerät in Vergessenheit.“ Hinsichtlich des redaktionellen Konzeptes gehörten Form und Inhalt laut Mayer im Sinne der Aufklärung zusammen. Die FAZ urteilte über Mayer, die laut Spiegel „in der Kombination von Hochglanz und Hochkultur […] im deutschsprachigen Journalismus eine Exotin sei“, sie habe in ihrer Rolle „Einrichtungsstil und Lebenshaltung geprägt und gepredigt“. Die SZ resümierte, AD wurde „unter ihrer Ägide zu einem der stilprägendsten Magazine Deutschlands“ – eine Ansicht, die der Spiegel bestätigte, zumal sich AD unter Mayer „zum Kulturjournal mit Einrichtungsschwerpunkt entwickelt“ habe und sie dem Magazin laut Welt und Börsenblatt auch international zu Renommee verholfen habe. Rückblickend teilte Mayer diese Beurteilung, da ein Magazin nur eine Daseinsberechtigung habe, wenn es auch gesellschaftlich etwas bewirke. 2011 siedelte die Redaktion wieder zurück nach München. Mit dem Redaktionsumzug folgte Oliver Jahn, zuvor stellvertretender AD-Chefredakteur, Margit J. Mayer im Juli 2011 auf die Stelle als Chefredakteur. Jahn studierte in Kiel Sprach- und Literaturwissenschaften sowie Philosophie, schrieb für die Kieler Nachrichten und war Feuilletonmitarbeiter der SZ und der Literarischen Welt und arbeitete für den Suhrkamp Verlag sowie für monopol. Er ist ein bekennender Bibliomane und lebt nach eigenen Angaben mit 15.000 Büchern. Für Jahn sei AD kein Architekturmagazin, sondern er verstehe es als ein Kulturmagazin. Michalis Pantelouris attestierte dem Magazin 2016 in seiner übermedien-Kolumne „Blasiertheit“ als Konzept und kritisierte Sprach- wie Wortwahl in Artikeln und Überschriften. Christian Kracht hatte in Der Freund bereits 2005 der Sprache des Magazins einen eigenen Artikel gewidmet. Aktuell residiert die AD-Redaktion in dem von Richard Meier entworfenen Gebäude am Oskar-von-Miller-Ring 20.

## Sonderausgaben von AD
AD Choice
Seit 2012 erscheint einmal pro Jahr der Stil-Guide AD Choice mit einer nach eigenen Angaben „handverlesenen Auswahl“ der besten Möbelstücke des Jahres. 2015 wurde AD Choice graphisch und konzeptionell überarbeitet.

## Nachwuchsförderung von AD
AD Award
Seit 2014 vergibt AD Architectural Digest den AD Award, eine Auszeichnung für besondere Designtalente. Eine Fachjury zeichnet, gemeinsam mit Architectural-Digest-Chefredakteur und Juryvorsitzendem Oliver Jahn, in fünf Kategorien Designer für ihr Schaffen aus. Zielsetzung des AD Awards ist die Förderung junger Talente und die Steigerung der öffentlichen Bekanntheit der Designer.